# Lurdane
Lurdane, también conocido como Lob, lubberkin, Lob Lie-By-The-Fire («Lob yace junto al fuego») o lubber fiend (literalmente, «demonio patán o palurdo»)  es una criatura legendaria del folclore inglés, muy parecida en sus atributos al brownie  (o urisk) de Escocia y del norte de Inglaterra, al hob de Inglaterra  septentrional y de la línea fronteriza escocesa, al domovik eslavo y al nisse escandinavo. Se lo ha relacionado con Robin Goodfellow y con los hobgoblins. Lurdane aparece también en algunos escritos del escritor John Milton. Su simbología está más arraigada en el norte de Inglaterra.
Se lo describe normalmente como un hombre peludo y grande con una cola larga y que realiza tareas domésticas a cambio de un platillo con leche o de un lugar de descanso frente al fuego. Según una leyenda, es el hijo gigante de una bruja y del diablo. Lurdane guarda un gran parecido con el puck de Robin Goodfellow.

## Leyenda
El patán de la abadía (en inglés, abbey lubber) es un demonio menor responsable del encantamiento de las bodegas de vino y de las cocinas de las abadías, que tienta a los monjes a beber y a emborracharse, y a caer en la lujuria y en la gula. La historia más conocida del demonio patán está recogida en la leyenda alemana de Friar Rush. Lurdane, que había adoptado la forma de un caballo fantasma, decide disfrazarse de monje y se traslada a un monasterio, donde es luego conocido con el nombre de fraile Rush (Friar Rush). Allí se da a la bebida e incita a otros monjes a que sigan su ejemplo hasta que un día uno de los priores, consciente del pecado, advierte al fraile Rush de que su comportamiento era intolerable. El fraile, visiblemente enfadado, adopta entonces su forma demoníaca y desaparece, dejando a los monjes asustados y perplejos. Según P. Monaghan, Lurdane o el patán de la abadía tiene una base mitológica cuyo origen estaría en las sátiras medievales que denunciaban la corrupción en los monasterios.

## Lurdane en la literatura
Lurdane o el demonio patán aparece también en The Red Axe de S.R. Crockett (1900):

Ese bufón, Jan Lurdane [Jan Lubber Fiend], siempre está con sus trucos. Mientras más lo incentiva mi señora, mayor es la pena. Se culpa a los pobres sirvientes por sus juegos fraudulentos. ¿Por qué? Lo había dejado de piernas cruzadas en el patio con un canasto de legumbres para desgranar, viendo cómo crece a razón de un pie por noche más o menos. Pero tan pronto como le vuelva mi espalda, él responderá a la puerta y se asomará a la calle a reunirse con los chicos mestizos. ¡Es repugnante tener a un demonio patán merodeando en una casa honesta, acosando a la gente decente!

Lob es el título de un poema de Edward Thomas.
Lurdane también aparece en Lob Lie-By-The-Fire de Juliana H. Ewing, Troll Fell de Katherine Langrish, Abbeychurch de Charlotte M. Yonge y en Dear Brutus de J. M. Barrie (como "Lob, el antiguo puck").
En cinematografía, Hellboy es una representación de Lurdane. Al igual que este último, Hellboy nació fruto de una bruja y del diablo, posee una cola, y ayuda a los hombres, si bien no lo hace a cambio de leche.